# Скобка Кауффмана
Скобка Кауффмана — полиномиальный инвариант оснащённого зацепления. Хотя он и не является инвариантом узла или зацепления (без оснащения он не является инвариантным относительно движения Рейдемейстера I типа), подходящая «нормализация» позволяет превратить его в вариант знаменитого инварианта — полинома Джонса.
Скобка Кауффмана была рассмотрена Луисом Кауффманом в 1987 году.

## Определение
Скобка Кауффмана <L> определяется по произвольной (неориентированной) диаграмме узла L в соответствии со следующими правилами:
- {\displaystyle \langle O\rangle =1}, где {\displaystyle O} — стандартная диаграмма тривиального узла
- {\displaystyle \langle O\cup L\rangle =(-A^{2}-A^{-2})\langle L\rangle }

Диаграммы зацеплений во втором правиле совпадают везде, кроме небольшого диска — окрестности перекрёстка — где они устроены так, как показано. Третье правило утверждает, что, добавляя к диаграмме компоненту-окружность, не пересекающую остальную часть диаграммы, мы умножаем скобку на {\displaystyle -A^{2}-A^{-2}}.